# Jack (цифровой манекен)
Tecnomatix Jack — набор решений, предназначенный для моделирования цифровых манекенов и оценки соответствия требованиям эргономики конструкции изделия, технологических процессов и операций технического обслуживания. Технология цифрового манекена — основа приложения Tecnomatix Human Performance.

## История создания
Система моделирования цифрового манекена Jack была разработана в Центре имитационного моделирования цифровых манекенов (Center for Human Modeling and Simulation) университета Пенсильвании в 1980—1990-е годы
Первоначально система моделирования цифровых манекенов и оценки эргономики была создана для разработки шаттла NASA. Вскоре проект получил финансирование по заказу сухопутных войск и ВМС США для моделирования манекенов солдат, ВВС США для моделирования технического обслуживания, а также других правительственных структур и компаний для создания соответствующих приложений. В 1996 году система моделирования цифровых манекенов была передана частной компании.
Система Jack принадлежала компании Transom. Затем Transom была приобретена компанией Engineering Animation, Inc. (EAI, англ.), которая впоследствии была поглощена компанией Unigraphics Solutions (англ.). Позже Unigraphics вошла в состав Electronic Data Systems как отдельное направление бизнеса EDS PLM Solutions. В 2004 году EDS PLM Solutions была приобретена частной группой компаний и стала назваться UGS Corp. После поглощения последней компании Tecnomatix в начале 2005 года технология цифрового манекена Jack стала частью продуктовой линейки системы автоматизированной подготовки производства Tecnomatix. В 2007 году UGS Corp. приобретена концерном Siemens и стала называться Siemens PLM Software. В настоящее время пакет инструментов для моделирования цифровых манекенов и оценки эргономики называется Tecnomatiх Human Simulation и принадлежит Siemens PLM Software.

## Возможности
Приложение Tecnomatix Human Performance помогает улучшить эргономику конструкции изделия, технологических процессов и операций технического обслуживания. В его основе — биомеханически точные цифровые манекены, которые можно помещать в виртуальную среду и анализировать их поведение. Использование технологии цифрового манекена позволяет воссоздать ситуацию и проверить обзорность, зоны доступности предметов, удобство их расположения, оценить вероятность травмирования, выявить факторы, вызывающие усталость, а также получить другую важную информацию об эргономикe процесса производства и самого изделия.
При помощи специальных инструментов для моделирования движений человека и анализа их эргономики цифровой манекен определяет, когда он подвергается риску получения травмы на основе анализа позы, мускульного усилия, поднимаемого веса, длительности и частоты выполнения работы. Кроме того, цифровой манекен рассчитывает оптимальную длительность выполнения работ пользователем на основе системы нормирования труда MTM-1.
Цифровой манекен позволяет учитывать требования техобслуживания при проектировании изделия и просчитывать наиболее эффективные процессы ремонта. Набор средств виртуальной реальности фиксирует движения техников, выполняющих обслуживание изделия, и может служить средой для их обучения.
Манекен Jack, имеющий деформируемую кожу («soft skin»), обеспечивает более реалистичную визуализацию, анализ эргономики и безопасности. Кроме того, генератор сценария работы человека TSB (Task Simulation Builder) позволяет построить сценарий, подобрав способ выполнения задачи — включая место, где должны стоять Джек или Джил, чтобы взять деталь, способ её захвата, поиск кратчайшего пути для переноса и т. д. Функциональность симулятора позволяет один раз определить сценарий работы, а затем оценить альтернативы, просто меняя размещение элементов — симулятор подстроит сценарий под изменившуюся обстановку.